# Sot del Boter
Sot del Boter – miejscowość w Hiszpanii, w Katalonii, w prowincji Barcelona, w comarce Maresme, w gminie Sant Cebrià de Vallalta.
Według danych INE z 2004 roku miejscowość zamieszkiwało 5 osób.